# Kulturtidskrift
Kulturtidskrift är en tidskrift som ägnar sig åt kultur i vid bemärkelse. Ämnet kan gälla litteratur, konst, film, teater och/eller musik, men också politik, samhällsfrågor, religion eller vetenskap. Det redaktionella arbetet bedrivs många gånger ideellt men somliga kulturtidskrifter har en större organisation i ryggen eller finansierar verksamheten med annonser. 

## Specifikt för Sverige
Kulturrådet har sedan 1971 fördelat årliga bidrag till kulturtidskrifter eftersom de anses viktiga för demokratin; de ger plats för debatt och låter många olika röster komma till tals. Eftersom det ofta är svårt att få tag på kulturtidskrifter i butiker och kiosker arbetar Kulturrådet för att öka spridningen och läsningen av kulturtidskrifter i hela landet.
Varje år utses Årets kulturtidskrift av Föreningen för Sveriges kulturtidskrifter.

## Källhänvisningar
1. 1 2  "kulturtidskrift". NE.se. Läst 17 oktober 2014.